# Микрохори (Гревенско)
Микрохори или Чипи (гръцки: Μικροχώρι, до 1928 година: Τσίπη, Ципи) е бивше село в Република Гърция, в дем Дескати област Западна Македония.

## География
Селището се е намирало в землището на Калитеа (Балтино).

## История
Селището е било на скотовъдци. На 20 септември 1928 година е прекръстено на Микрохори, но на 24 ноември 1928 година е закрито.
| Година    | 1913 | 1920 | 1928 | 1940 | 1951 | 1961 | 1971 | 1981 | 1991 | 2001 | 2011 | 2021 |
| --------- | ---- | ---- | ---- | ---- | ---- | ---- | ---- | ---- | ---- | ---- | ---- | ---- |
| Население |      | 9    |      |      |      |      |      |      |      |      |      |      |